# Windy Hills
Windy Hills és una població dels Estats Units a l'estat de Kentucky. Segons el cens del 2000 tenia 2.480 habitants.

## Demografia
Segons el cens del 2000, Windy Hills tenia 2.480 habitants, 1.076 habitatges, i 747 famílies. La densitat de població era de 1.007,9 habitants/km².
Dels 1.076 habitatges en un 25,8% hi vivien nens de menys de 18 anys, en un 61,3% hi vivien parelles casades, en un 6,2% dones solteres, i en un 30,5% no eren unitats familiars. En el 28,3% dels habitatges hi vivien persones soles el 17,7% de les quals corresponia a persones de 65 anys o més que vivien soles. El nombre mitjà de persones vivint en cada habitatge era de 2,3 i el nombre mitjà de persones que vivien en cada família era de 2,83.
Per edats la població es repartia de la següent manera: un 20,8% tenia menys de 18 anys, un 4,5% entre 18 i 24, un 19,8% entre 25 i 44, un 30% de 45 a 60 i un 24,9% 65 anys o més.
L'edat mediana era de 47 anys. Per cada 100 dones de 18 o més anys hi havia 80,1 homes.
La renda mediana per habitatge era de 66.905 $ i la renda mediana per família de 73.500 $. Els homes tenien una renda mediana de 55.952 $ mentre que les dones 37.083 $. La renda per capita de la població era de 34.509 $. Entorn del 2,9% de les famílies i el 3% de la població estaven per davall del llindar de pobresa.

## Poblacions més properes
El següent diagrama mostra les poblacions més properes.